# Victor Grignard

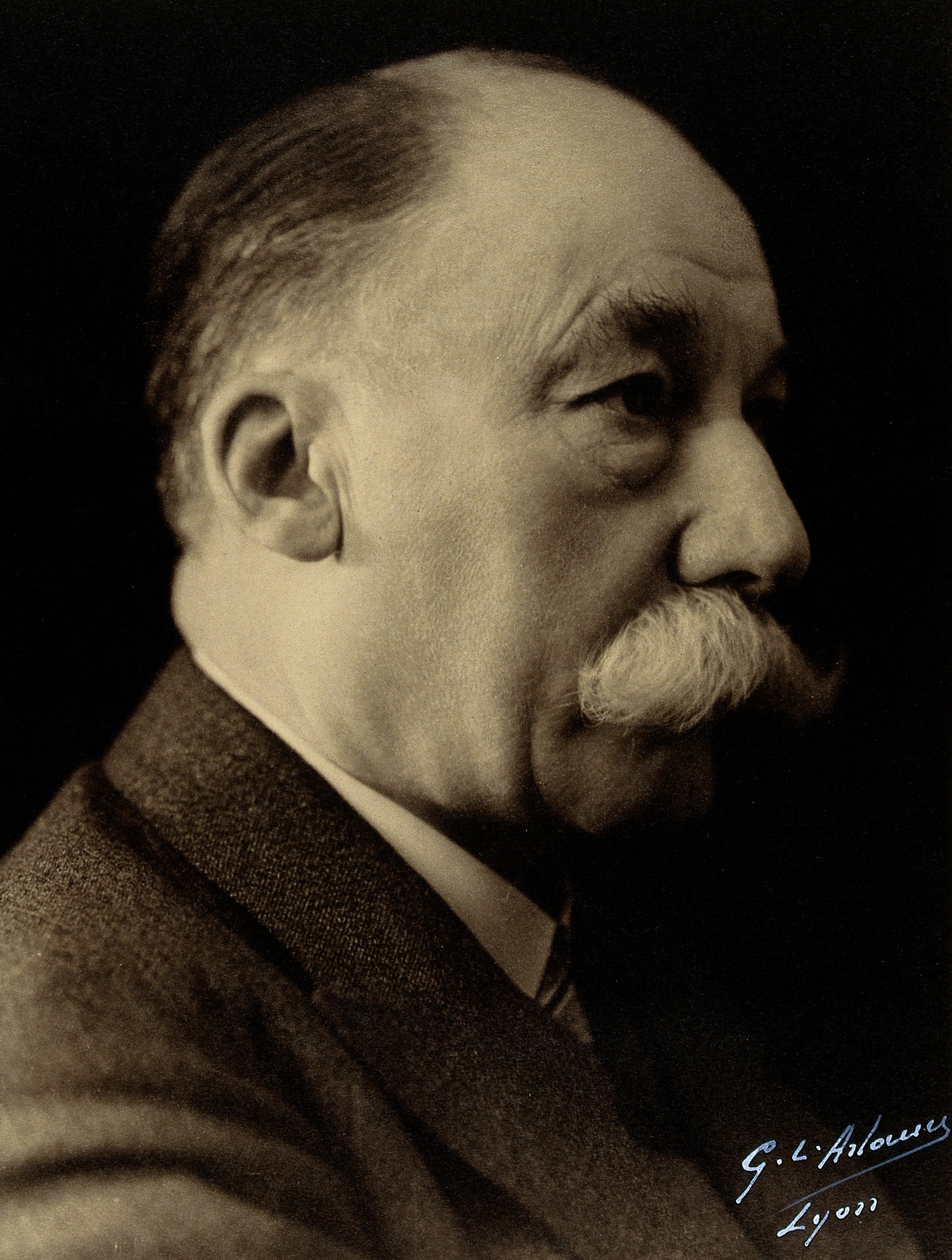
Victor Grignard

François Auguste Victor Grignard (* 6. Mai 1871 in Cherbourg; † 13. Dezember 1935 in Lyon; IPA: ɡriɲar) war ein französischer Chemiker.
Grignard erhielt 1912 den Nobelpreis für Chemie, den er sich mit Paul Sabatier teilte, für das von ihm aufgefundene so genannte Grignard’sche Reagenz, das in den letzten Jahren in hohem Grad den Fortschritt der organischen Chemie gefördert hat.

## Leben
Victor Grignard war der Sohn eines Seilers und Vorarbeiters im Marine Arsenal in der Nähe von Cherbourg. Er besuchte eine lokale Grundschule und danach das College de Cherbourg, wo er aufgrund seiner herausragenden Intelligenz 1883 bis 1887 jedes Jahr den Prix d’excellence gewann. Er bestand 1889 die Zulassungsprüfung an der École normale d’enseignement secondaire spéciale de Cluny für die Ausbildung zum Lehrer. Zwei Jahre später wurde die Schule geschlossen und Grignard und seine Klassenkameraden wurden auf andere Lehranstalten verteilt, um ihren Abschluss zu machen. Er kam an die Faculté des sciences der Université de Lyon. Zunächst bestand er die Prüfung in Mathematik nicht und verließ die Universität 1892 um seinen Militärdienst abzuleisten. Gegen Ende 1893 wurde er im Rang eines Korporals aus der Truppe entlassen und kehrte nach Lyon zurück, wo er 1894 seinen Abschluss Licencié ès Sciences Mathématiques erhielt. Am 1. Dezember 1894 nahm er, auf Drängen eines Freundes, an der Faculté des Sciences eine Stelle bei Louis Bouveault an. Danach machte er seinen Abschluss Licencié-ès-Sciences Physiques, wurde 1898 Leiter des Praktikums zur Vorlesung (chef des travaux pratiques) und schrieb mit Philippe Barbier seine erste Veröffentlichung. Er reichte seine Doktorarbeit mit dem Titel „Sur les Combinaisons Organomagnésiennes mixtes et leur application a des syntheses d’acides, d’alcools et d’hydrocarbures“ (Über gemischte Organomagnesiumverbindungen und ihre Anwendung für die Synthese von Säuren, Alkoholen und Kohlenwasserstoffen) unter der Leitung von Barbier ein und wurde Doktor der Naturwissenschaften (Docteur ès Sciences de Lyons) im Jahr 1901.

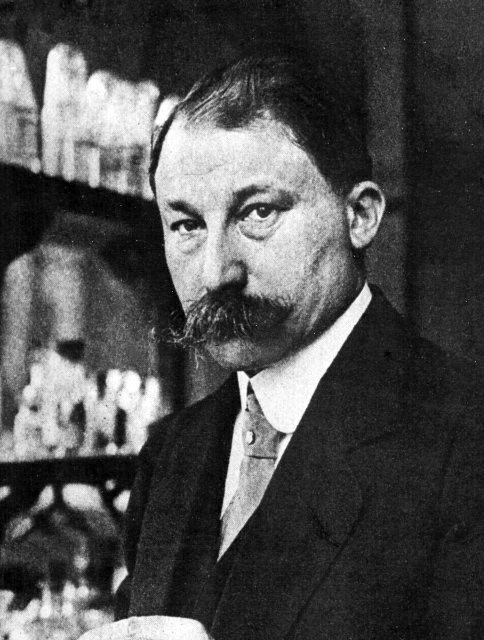
Victor Grignard

1905 wurde er Dozent für Angewandte Chemie (Maître de Conférences de chemie appliquee) an der Universität von Besançon, ging aber bereits nach zwölf Monaten im Folgejahr zurück nach Lyon auf eine vergleichbare Stelle, bis er 1908 Assistenzprofessor (Professeur-adjoint) für Allgemeine Chemie wurde. Im November 1909 übernahm er als Nachfolger von Edmond Blaise (1872–1939), als dieser nach Paris berufen wurde, das Institut für Organische Chemie an der Universität Nancy und wurde im Folgejahr Titularprofessor für Organische Chemie. 1910 heiratete er die verwitwete Marie Augustine Marie Boulant, mit der er einen Sohn Roger und eine Tochter bekam. 1912 erhielt er den Nobelpreis für Chemie. Zu Beginn des Ersten Weltkrieges wurde er zunächst in seinem Rang als Korporal zum Militärdienst einberufen, wo er im Wachdienst für eine Eisenbahnbrücke in der Nähe von Cherbourg tätig war, wurde aber bald in das Laboratoire de Chimie de la Marine in Cherbourg versetzt, um Routinetests und -analysen durchzuführen. Daneben machte er im eigenen Labor in Nancy Versuche zum Cracken von Petroleum. 1915 wurde er durch das Kriegsministerium zum Direction du Materiel Chimique de Guerre in Paris ernannt. 1917 bis 1918 besuchte er als chemischer Vertreter im Tardieu-Komitee zweimal die USA um Unterstützung bei der Erforschung und Produktion von Sprengstoffen zu erhalten. Auch gab er Vorträge am Mellon Institut. Nach dem Krieg kehrt er nach Frankreich zurück, lehnte zwei Stellen am Collège de France ab und wurde 1919 in Lyon Nachfolger von Barbier als Professor für Allgemeine Chemie. In 1921 wurde er zudem Direktor an der l’École de Chimie Industrielle de Lyons und 1929 Dekan der Fakultät für Naturwissenschaften der Universität von Lyon. Am 7. Juni 1926 wurde er Vollmitglied der Pariser Académie des sciences; seit Dezember 1913 war er korrespondierendes Mitglied. Grignard starb am 13. Dezember 1935.

## Wirken
1898 versuchte Barbier – zunächst erfolglos – Dimethylheptenol durch Umsetzung vom Methylheptenon mit Methyliodid in Gegenwart von Zink zu synthetisieren. Erst als er Zink durch Magnesium ersetzte, konnte er das gewünschte Produkt herstellen. Da die Ausbeute nur gering war, verlor er das Interesse und schlug Grignard vor, in seiner Doktorarbeit an diesem Reaktionstyp zu forschen. So begann dieser ab 1899 mit dem Studium der Organomagnesium-Verbindungen. Seine Entdeckung der Synthese von Alkylmagnesiumverbindungen, welche heute allgemein Grignard-Verbindungen genannt werden, wurde zuerst im Mai 1900 durch Henri Moissan an die Académie des Sciences berichtet. Die ebenfalls nach Victor Grignard benannte Grignard-Reaktion, bei der Grignard-Verbindungen mit Elektrophilen, wie Carbonylgruppen umgesetzt werden, besitzt große Bedeutung beispielsweise für die synthetische Herstellung von Alkoholen.
Seine Interessen galten neben den Organomagnesiumverbindungen auch dem Toluol und seiner Gewinnung, den Terpenen und etherischen Ölen, aluminiumorganischen Verbindungen sowie Hydrierungs- und Crackreaktionen. Während des Ersten Weltkriegs arbeitete er an der Verbesserung von Sprengstoffen und danach in Paris an der chemischen Kriegsführung, zunächst bei der Entwicklung und Produktion von Antidots und später an chemischen Waffen. Auch war er an der Synthese des Phosgens, eines im Ersten Weltkrieg eingesetzten Giftgases, beteiligt.
Grignard veröffentlichte rund 170 wissenschaftliche Artikel über sein Wirken und arbeitete bis zu seinem Tode an einen großen chemischen Nachschlagewerk in französischer Sprache: von den insgesamt sechs Ausgaben der Traité de Chimie Organique waren zwei Ausgaben veröffentlicht, zwei druckfertig und die letzten beiden wurden durch seine Mitarbeiter fertiggestellt.

## Ehrungen und Preise
- Cahours Preis von Institut de France (1901 und 1902)[1][2]
- Berthelot Medaille (1902)[2]
- Jecker-Preis (1905)[1]
- Lavoisier-Medaille (1912)[1]
- Nobelpreis für Chemie (1912)[1]
- Chevalier (1912), Officier (1920) und Commandeur (1933) der Légion d’honneur[1]
- Mitglied der Académie royale des Sciences, des Lettres et des Beaux-Arts de Belgique (1929)[7]

Grignard war Ehrendoktor der Universitäten Brüssel und Leuven, Ehrenmitglied der Chemical Society (London) und auswärtiges Mitglied der Königlich Schwedischen Akademie der Wissenschaften. Der Mondkrater Grignard wurde nach ihm benannt. In Cherbourg wurde die Straße rue de Carrieres, in der er geboren wurde, in rue Victor Grignard umbenannt.

## Schriften
- Victor Grignard, « Sur quelques nouvelles combinaisons organométalliques du magnésium et leur application à des synthèses d'alcools et d'hydrocarbures », C.R. Hebd. Seances Acad. Sci., vol. 130, 1900, p. 1322–1324 (ISSN 0001-4036)
- Victor Grignard, « Les composés organomagnésiens mixtes et leurs principales applications », Revue scientifique, vol. 51, no 15, 12 avril 1913, p. 449–456
- Victor Grignard, Traité de Chimie Organique, Paris, Masson, 1935, 500 p.